# Station Ostrołęka Fabryka
Station Ostrołęka Fabryka is een spoorwegstation in de Poolse plaats Ostrołęka.